# 트레버 프랜시스
트레버 존 프랜시스(영어: Trevor John Francis; 1954년 4월 19일, 데번 주 플리머스 ~ 2023년 7월 24일, 안달루시아 주 마르베야)는 잉글랜드의 전 축구 선수로, 현역 시절 잉글랜드, 미국, 이탈리아, 스코틀랜드, 그리고 오스트레일리아의 다수 구단에서 공격수로 활약했다. 1979년, 그는 버밍엄 시티에서 £1M에 노팅엄 포리스트로 이적하면서 100만 파운드 이적료를 돌파한 최초의 선수가 되었다. 그는 말뫼와의 1979년 유러피언컵 1979 유러피언컵 결승전에서 노팅엄 포리스트의 결승골을 득점하기도 했다. 그는 이듬해 노팅엄에서 유러피언컵 2연패도 달성했다. 그는 국가대항전에서 1976년부터 1986년까지 잉글랜드를 대표로 52번의 경기에 출전해 12골을 넣었고, 1982년 월드컵에 참가했다.
1988년부터 2003년까지, 프랜시스는 퀸스 파크 레인저스, 셰필드 웬즈데이, 버밍엄 시티, 그리고 크리스털 팰리스를 감독하며 지도자로도 활동했다.

## 유년 시절과 학력
트레버 존 프랜시스는 1954년 4월 19일, 데번 주 플리머스에서 출생했다. 그의 부친 로이는 가스 공급업체의 교대 간부였고, 반프로 축구 선수로도 활동했고, 모친 필리스는 부업으로 재봉사와 재단사 일을 했고, 밑으로 동생이 둘 있었다. 프랜시스는 페니크로스 초등학교와 플리머스 공립 남자 중고등학교를 졸업했다. 학창 시절, 그는 골 결정력이 뛰어난 골잡이었다. 14세였을 때, 잉글랜드 축구 협회가 운영하는 비셤 애비의 국립 스포츠 센터에서 수료했고, 15세의 나이로 학교를 중퇴하여 버밍엄 시티에 입단했다.

## 클럽 경력

### 버밍엄 시티
프랜시스는 빠르게 성장하며 1970년에 불과 16세의 나이로 버밍엄 시티의 1군 신고식을 치렀다. 그의 재능은 17세 생일을 맞이하기 전에 두각을 나타냈는데, 볼턴 원더러스와의 경기에서 홀로 4골을 득점했다. 그는 1년차에 22번의 경기에 출전해 15골을 넣는 인상적인 성과를 냈다. 당시 버밍엄 시티의 감독이었던 프레디 굿윈은 프랜시스를 지미 그리브스와 데니스 로에 견주어 보았다.
1976년 10월 30일, 그는 퀸스 파크 레인저스를 상대로 버밍엄 지지자들 사이에서 두고두고 회자될 득점을 기록했는데, 경기장 한 편 끝에서 역습을 전개해 상대 수비수 둘을 제치고, 계속 밀어붙이다가 22미터 거리에서 바로 골망을 흔들었다.

### 디트로이트 익스프레스
프랜시스는 1978년에 버밍엄 구단과 임대 협상 끝에 북미 사커 리그의 디트로이트 익스프레스에서 뛰게 되었는데, 그는 19번의 리그 경기에서 22골을 폭격하여 프란츠 베켄바워와 조르조 키날리아 등과 북미 사커 리그 대표 1군에 이름을 올려 출전하고, 원 소속 구단이 있는 잉글랜드 중부로 복귀했다.

### 노팅엄 포리스트
1977-78 시즌에 1부 리그와 리그컵을 제패한 브라이언 클러프 감독의 노팅엄 포리스트는 프랜시스 영입을 위해 £1M을 넘긴 이적료를 제시했다. 그 전까지 잉글랜드 구단들 간 7자리 금액의 이적료에 선수 이적이 성사된 적이 없었고,(여태까지의 기록도 이 수치의 절반이 되지 않았다) 이적이 성사되면서, 프랜시스는 황급히 스쿼시를 하러 가던 감독이 언론 기자 회견에서 소개된 것으로 회자되었다. 클러프는 당시 빨간 트레이닝복을 입고 한 손에 라켓을 든 채 기자회견에 임했다.
영국 내 최초의 100만 넘는 이적료를 기록한 선수로 회자되는데, 실제 이적료는 £1,150,000였고, 풋볼 리그 사무국에 지불할 15%의 수수료도 포함되었다. 클러프 감독은 자신의 자서전에 이적료는 £999,999였고, 100만의 이정표가 선수 머리에 박히지 않도록 공들였다. 비록 프랜시스는 이를 클러프 감독의 농담조적 반응으로 받아들였다.
노팅엄은 대회 구속 원칙에 따라 출전하지 못하는 프랜시스 없이 리그컵 2연패를 달성했고, 유러피언컵에서 준결승전까지 순양했지만, 이 대회도 프랜시스는 결승전에 진출해서야 출전할 수 있었다. 노팅엄 포리스트는 준결승전에서 승리해 1979년 5월에 뮌헨에서 열린 스웨덴 말뫼와의 결승전 경기에 출전할 수 있게 되었고, 거액을 투자한 선수는 전반전이 끝나기 전에 제 값을 톡톡히 해냈다.
공은 포리스트의 측면 자원 존 로버트슨이 좌측 떨어진 공간에서 접수했고, 그는 두 수비수를 가장자리에서 하나씩 제치고 어색하게 감았고, 반대편 골대 기둥쪽으로 배급했다. 프랜시스는 위치로 쇄도했지만, 배급한 공이 떨어졌기에 최대한 속도를 올렸고, 그는 공을 보고 몸을 낮게 날렸다. 공은 그의 머리로 연결되어 방향을 대폭 바꾸어 위쪽 골망을 강하게 흔들었다. 포리스트는 이 골을 잘 지켜 1-0으로 이기고 이 골의 영상은 몇 년 후에도 "최우수 선수"의 인트로 영상에 두고두고 쓰였다. 프랜시스가 머리로 결승골을 넣는 순간은 포리스트의 안방 구장인 시 구장의 정문과 대기실 한켠도 장식했다.
비록 시즌은 이 경기로 끝났지만, 프랜시스는 다시 디트로이트로 가서 여름 시즌을 북미 사커 리그에서 보냈는데, 시즌을 절반만 보냈지만, 요한 크라위프(로스 앤젤레스 아스텍스)와 조르조 키날리아(뉴욕 코스모스)와 함께 리그 대표 선수단에 이름을 올렸다. 프랜시스는 짧게 북미 사커 리그에서 활약하면서 33번의 정규 시즌 경기에 36골을 넣었고, 18도움도 기록했다.
노팅엄 포리스트 시절, 클러프 감독은 프랜시스를 선수가 선호하는 중앙 공격수보다 우측 공격수로 자주 기용했다. 프랜시스는 울버햄프턴 원더러스에 패한 1980년 결승전에 출전했지만, 아킬레스건 부상을 당해 함부르크와의 유러피언컵 결승전에 결장했다. 어떤 면에서 프랜시스가 포리스트에서의 행보를 되짚어 보면 그의 거액에 응하는 활약을 펼쳤다고 보기는 어려웠다. 그는 1979-80 시즌에 14골을 득점하는데 그쳤고, 이후 포리스트에서 18경기를 치르며 6골에 그쳤다. 비록 그는 잉글랜드 국가대표팀에서 주전 선수로 활약했지만, 아킬레스건 부상으로 유로 1980 참가가 좌절되었다.

### 맨체스터 시티
프랜시스는 부상으로 6개월 가까이 출전하지 못했다. 그는 1981년 9월에 맨체스터 시티로 £1.2M에 둥지를 옮겼다. 이 이적 건으로 맨체스터 시티 막후에 갈등이 있었다. 협상 과정에서 피터 스웨일스 맨체스터 시티 회장은 존 본드 감독에게 구단이 이적료를 맞춰줄 수 없다고 알려줬다. 그리고 본드 감독은 최후통첩을 했다: 만약 프랜시스가 입단하지 않는다면 자신은 사임하겠다는 것이었다. 프랜시스는 입단 후 준수한 활약을 펼쳤는데, 스토크 시티와의 첫 경기에서 2골을 넣었지만, 시즌이 진행되면서, 그는 부상으로 자주 빠졌다. 그는 총 26번의 경기에서 12골을 기록했고, 1982년 월드컵에 잉글랜드를 대표로 참가했다.
그의 소속 구단에서 또다시 재정난이 닥쳤다. 프랜시스는 £100,000의 급여 외에도 수당을 받는 계약을 체결했는데, 구단은 잦은 부상을 당하는 선수에게 급여를 지급액이 없는 상황이었다.

### 삼프도리아
그 해 늦여름, 프랜시스는 이탈리아 삼프도리아의 제의를 받았는데, 제노바 연고 구단은 그를 영입하기 위해 맨체스터 시티에 £700,000를 지급했다. 그는 스코틀랜드 국가대표 미드필더 그레임 수네스와 한배를 타고 1984-85 시즌 코파 이탈리아에서 11경기에 출전해 9골을 넣으며(대회 득점왕이었다) 우승을 도왔다. 삼프도리아는 이 시즌에 코파 이탈리아 첫 우승을 거두었다.

### 아탈란타
프랜시스는 1986년에 아탈란타로 이적했다. 그는 롬바르디아 연고 구단에서 딱 한 시즌만 보냈는데, 리그에서 21번의 경기에 출전해 1골을 넣는데 그쳤지만, 코파 이탈리아에서 9경기에 출전해 2골을 기록했다. 아탈란타는 나폴리와의 코파 이탈리아 결승전에서 패했다. 그는 제리 히친스에 이어 베르가모 연고 구단에서 뛴 2번째 잉글랜드 선수였는데, 그가 영면에 든 시점에 둘 외에 아탈란타에서 뛴 잉글랜드 출신 선수로는 아데몰라 루크먼이 유일했다.

### 레인저스
1987년 9월, 프랜시스는 다시 영국땅으로 복귀해 그레임 수네스 지도 하의 레인저스에 합류했다. 몇몇 잉글랜드 선수들이 수네스의 결정에 따라 스코틀랜드 구단에 입단했는데, 이는 잉글랜드 구단들이 에젤의 비극이 발발하면서 유럽대항전 출장 금지 징계를 받았기 때문이었다. 프랜시스는 £75,000의 이적료에 "출전에 따른 급여 지급" 계약을 맺고 입단했고, 1987-88 시즌에 스코티시 리그컵을 우승했는데, 결승전 승부차기에서 주자로 나서서 골망을 흔들었다.

### 퀸스 파크 레인저스
1988년 3월, 프랜시스는 퀸스 파크 레인저스로 자유 이적했고, 이 구단에서 1부 리그 5위에 일조했다. 그는 1988-89 시즌 전반기에 26번의 경기에 출전하여 10골을 기록했고, 1988년 12월에 짐 스미스가 뉴캐슬 유나이티드로 떠났을 때 선수 겸 감독도 역임했지만, 1989년 1월에 무릎 부상을 당해 그 시즌의 선수로서의 활동을 마쳤다. 이후, 그는 1989년 9월에 현장으로 복귀해 애스턴 빌라전에서 해트트릭을 기록했지만, 이후 1989년 11월에 감독직을 던 하우에게 넘겼고, 그는 며칠 후 선수 계약에 따라 급여를 받았다.
퀸스 파크 레인저스에서 활약하면서, 프랜시스는 사업가 해리 마이클스의 오스트레일리아 축구 시장 개척 전략에 따라 1988년에 짧게 오스트레일리아 내셔널 사커 리그의 울런공 시티로 임대되었다. 마이클스는 앞서 앨런 브라질과 폴 매리너의 임대를 위한 물주로 활약했는데, 이들을 대체하기 위해 프랜시스가 낙점되었고, 노먼 화이트사이드, 나이젤 클러프, 그리고 미셸 플라티니와도 뉴 사우스 웨일스 연고 구단 이적을 놓고 협상을 하기도 했다.

### 셰필드 웬즈데이
프랜시스는 1990년 2월에 퀸스 파크 레인저스를 떠나 셰필드 웬즈데이로 이적했다. 지지자들에게 좋은 명성을 쌓았지만, 구단은 론 앳킨슨 체제의 1990-91 시즌에 2부 리그 강등을 막기에는 역부족이었다. 그러나, 그는 셰필드 웬즈데이의 풋볼 리그컵 우승을 도왔는데, 비록 결승전에서 교체 선수로 대기만 했지만, 이듬해 1부 리그 복귀도 경험했다.

## 국가대표팀 경력
프랜시스는 1977년부터 1986년까지 잉글랜드 국가대표팀 경기에 52번 출전해 12골을 기록했다. 1977년, 그는 던 레비 감독 체제에 0-2로 패한 네덜란드전에서 첫 잉글랜드 국가대표팀 경기를 치렀다. 아킬레스건 부상으로 유로 1980 참가가 좌절된 후, 프랜시스는 스페인에서 열린 1982년 월드컵에서 잉글랜드 선수단 일원으로 참가했다. 1차 조별 리그에서, 그는 체코슬로바키아와 쿠웨이트를 상대로 골문을 열었다. 그러나, 잉글랜드는 2차 조별 리그에서 서독과 스페인에 모두 비기며 탈락했다. 1986년 봄, 그는 스코틀랜드전 승리 당시 52번째이자 마지막 잉글랜드 국가대표팀 경기를 치렀으나, 멕시코에서 열린 1986년 월드컵 최종 명단에서 탈락했다.

## 감독 경력

### 셰필드 웬즈데이
론 앳킨슨 감독이 떠나면서, 프랜시스가 구단 내부와 지지자들의 호응을 받아 감독으로 취임했다. 그는 웬즈데이를 이끌고 1992년에 3위의 호성적을 냈다. 그 후, 웬즈데이는 FA컵과 리그컵 결승전에 진출했지만, 두 대회 모두 아스널에 패했는데, FA컵은 재경기 끝에 패했다. 1994년, 프랜시스는 40번째 생일을 앞두고 축구화를 벗었다. 그러나, 그는 이듬해에 프리미어리그에서 13위를 기록하고 셰필드 웬즈데이 감독직에서 해임되었다.
1992년 2월, 프랜시스는 막무가내로 행동하다 칩거에 들어갔던 전 프랑스 국가대표 에리크 캉토나를 셰필드 웬즈데이 입단 시험에 응시토록 하며 다시 기회를 주었다. 그러나, 눈이 내리는 환경이었기에, 그는 캉토나를 인조잔디 위에서만 시험을 보게 했고, 프랜시스는 입단 시험 기간을 연장해 캉토나가 천연잔디에서도 활약할 수 있는지 보려 했다. 분노한 캉토나는 부엉이 군단의 구장을 떠나 (입단 시험 없이) 리즈 유나이티드로 이적했고, 1군에서 인상적인 활약을 펼친 후 맨체스터 유나이티드에서 대성했다. 2012년 기자 회견에서 프랜시스는 그는 프랜시스의 전 대리인이었던 데니스 로치와 그가 이탈리아 무대에서 뛰면서 면식이 있던 미셸 플라티니의 의향에 따라 영입하기로 합의했고, 프랜시스가 캉토나의 영입을 고려할 때 대면하여 캉토나를 "상점 진열대"에 올릴 기회로 보았다고 회고했다: 웬즈데이는 1부 리그 승격 새내기였고, 선수단 대부분은 2부 리그 수준의 급여를 받고 있었기에 구단은 그의 영입을 감당할 수 없는 처지였다.

### 버밍엄 시티
1996년, 프랜시스는 당시 풋볼 리그 1부에 속해 있던 버밍엄 시티의 감독으로 취임했다. 그는 버밍엄을 1년차에 10위, 2년차에 7위로 마쳤고, 2년차에는 골득실차로 플레이오프전 진출이 무산되었다. 이후 3년 동안 4위, 4위, 그리고 5위의 성적을 내 플레이오프전에 진출했지만 모두 물먹었다.
프랜시스는 파란 군단을 이끌고 리그컵 결승전에 진출했지만, 리버풀에 승부차기 끝에 패했다. 그는 그 해 10월에 해임되었다. BBC 스포츠는 "프란시스는 전설적인 선수였다. 그러나, 감독으로서 프랜시스는 수준 이하였다"라고 기고했다.

### 크리스털 팰리스
프랜시스는 2001년 11월부터 2003년 4월까지 크리스털 팰리스 감독직을 역임했다. 사이먼 조던 크리스털 팰리스 회장은 버밍엄 시티 감독직에 관심을 표하며 사임한 스티브 브루스 감독의 후임으로 그를 선임했다. 브루스가 "권고 사직"이었는지에 대한 소송이 발생했다. 취임일 날, 조던 구단주는 "지난 2-3주는 어려운 시기였습니다. 저는 스티브 브루스와 버밍엄 문제에 질렸고, 저는 트레버 프랜시스와 크리스털 팰리스에 관심이 있습니다." 당시 프랜시스는 4개 구단의 제의를 뿌리치고 크리스털 팰리스 감독직을 수락했다고 밝혔습니다."라고 밝혔다. 그의 지도 하에 팰리스는 제라르 울리에 감독이 이끈느 리버풀과의 2003년 2월 안필드 원정 FA컵 4차전 경기에 승리했고, 2002년 10월에는 팰리스의 숙적인 브라이턴 & 호브 앨비언을 5-0으로 대파했다. 그러나, 프리미어리그 승격이 2차례 실패하면서, 사이먼 조던 구단주는 그를 해임하며 다음과 같이 밝혔다: "사람들은 제가 프랜시스 체제에서 선수 선정에 만족스럽지 않다는 것을 압니다. 우리는 강력한 선수단을 구축했고, 우리는 이번 시즌에 더 좋은 성적을 거두어야 했습니다. 부상 방지와 이적 정책으로부터 많은 것을 배웠어야 했습니다."

## 개인사

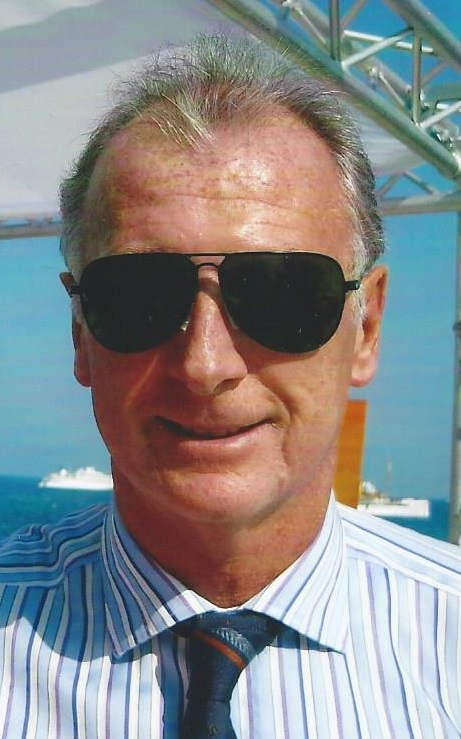
2009년의 프랜시스

프랜시스는 1974년에 헬렌 올카드를 배우자로 맞이했다. 두 부부는 슬하에 매슈와 제임스 두 자식을 두었다. 2017년 4월 5일, 그는 배우자 헬렌 올카드와 사별한 것으로 밝혀졌다.
2012년 4월 13일, 프랜시스는 심근 경색으로 의심되어 입원한 뒤 회복하는 것으로 밝혀졌다.
2023년 7월 24일, 프랜시스는 스페인 마르베야의 자택에서 심근경색으로 영면에 들었다. 당시 그는 향년 69세였다.

## 경력 통계

### 클럽
| 구단                         | 시즌      | 리그                     | 리그 | 리그 | 컵   | 컵 | 리그컵 | 리그컵 | 유럽 | 유럽 | 기타 | 기타 | 합계 | 합계 |
| 구단                         | 시즌      | 리그명                   | 출장 | 골   | 출장 | 골 | 출장   | 골     | 출장 | 골   | 출장 | 골   | 출장 | 골   |
| ---------------------------- | --------- | ------------------------ | ---- | ---- | ---- | -- | ------ | ------ | ---- | ---- | ---- | ---- | ---- | ---- |
| 버밍엄 시티                  | 1970–71   | 2부 리그                 | 22   | 15   | 2    | 0  | 2      | 0      | —    | —    | —    | —    | 26   | 15   |
| 버밍엄 시티                  | 1971–72   | 2부 리그                 | 39   | 12   | 6    | 2  | 1      | 0      | —    | —    | 2    | 1    | 48   | 15   |
| 버밍엄 시티                  | 1972–73   | 1부 리그                 | 31   | 6    | 1    | 0  | 5      | 2      | —    | —    | —    | —    | 37   | 8    |
| 버밍엄 시티                  | 1973–74   | 1부 리그                 | 37   | 6    | 2    | 1  | 5      | 1      | —    | —    | 3    | 1    | 47   | 9    |
| 버밍엄 시티                  | 1974–75   | 1부 리그                 | 23   | 13   | 2    | 0  | 1      | 0      | —    | —    | 2    | 1    | 28   | 14   |
| 버밍엄 시티                  | 1975–76   | 1부 리그                 | 35   | 17   | 2    | 1  | 2      | 0      | —    | —    | —    | —    | 39   | 18   |
| 버밍엄 시티                  | 1976–77   | 1부 리그                 | 42   | 21   | 2    | 0  | 1      | 0      | —    | —    | —    | —    | 45   | 21   |
| 버밍엄 시티                  | 1977–78   | 1부 리그                 | 42   | 25   | 2    | 2  | 1      | 0      | —    | —    | 3    | 2    | 48   | 29   |
| 버밍엄 시티                  | 1978–79   | 1부 리그                 | 9    | 3    | 1    | 0  | 1      | 1      | —    | —    | —    | —    | 11   | 4    |
| 버밍엄 시티                  | 합계      | 합계                     | 280  | 118  | 20   | 6  | 19     | 4      | —    | —    | 10   | 5    | 329  | 133  |
| 디트로이트 익스프레스 (임대) | 1978      | 북미 사커 리그           | 19   | 22   | —    | —  | —      | —      | —    | —    | 3    | 3    | 22   | 25   |
| 노팅엄 포리스트              | 1978–79   | 1부 리그                 | 20   | 6    | —    | —  | —      | —      | 1    | 1    | —    | —    | 21   | 7    |
| 노팅엄 포리스트              | 1979–80   | 1부 리그                 | 30   | 14   | 2    | 0  | 6      | 0      | 6    | 3    | —    | —    | 44   | 17   |
| 노팅엄 포리스트              | 1980–81   | 1부 리그                 | 18   | 6    | 6    | 5  |        |        | 1    | 0    | 1    | 0    | 26   | 11   |
| 노팅엄 포리스트              | 1981–82   | 1부 리그                 | 2    | 2    | —    | —  | —      | —      | —    | —    | —    | —    | 2    | 2    |
| 노팅엄 포리스트              | 합계      | 합계                     | 70   | 28   | 8    | 5  | 6      | 0      | 8    | 4    | 1    | 0    | 93   | 37   |
| 디트로이트 익스프레스        | 1979      | 북미 사커 리그           | 14   | 14   | —    | —  | —      | —      | —    | —    | 2    | 0    | 16   | 14   |
| 맨체스터 시티                | 1981–82   | 1부 리그                 | 26   | 12   | 2    | 2  | 1      | 0      | —    | —    | —    | —    | 29   | 14   |
| 삼프도리아                   | 1982–83   | 세리에 A                 | 14   | 7    | 5    | 1  | —      | —      | —    | —    | —    | —    | 19   | 8    |
| 삼프도리아                   | 1983–84   | 세리에 A                 | 15   | 3    | 7    | 2  | —      | —      | —    | —    | —    | —    | 23   | 5    |
| 삼프도리아                   | 1984–85   | 세리에 A                 | 24   | 6    | 11   | 9  | —      | —      | —    | —    | —    | —    | 35   | 15   |
| 삼프도리아                   | 1985–86   | 세리에 A                 | 14   | 1    | 11   | 1  | —      | —      | 3    | 0    | —    | —    | 28   | 2    |
| 삼프도리아                   | 합계      | 합계                     | 67   | 17   | 34   | 13 | —      | —      | 3    | 0    | —    | —    | 104  | 30   |
| 아탈란타                     | 1986–87   | 세리에 A                 | 21   | 1    | 9    | 2  | —      | —      | —    | —    | —    | —    | 30   | 3    |
| 레인저스                     | 1987–88   | 스코티시 프리미어 디비전 | 18   | 0    | 1    | 0  | 2      | 0      | 4    | 0    | —    | —    | 25   | 0    |
| 퀸스 파크 레인저스           | 1987–88   | 1부 리그                 | 9    | 0    | —    | —  | —      | —      | —    | —    | —    | —    | 9    | 0    |
| 퀸스 파크 레인저스           | 1988–89   | 1부 리그                 | 19   | 7    | 1    | 0  | 5      | 3      | —    | —    | 1    | 0    | 26   | 10   |
| 퀸스 파크 레인저스           | 1989–90   | 1부 리그                 | 4    | 5    | 0    | 0  | 3      | 0      | —    | —    | —    | —    | 7    | 5    |
| 퀸스 파크 레인저스           | 합계      | 합계                     | 32   | 12   | 1    | 0  | 8      | 3      | —    | —    | 1    | 0    | 42   | 15   |
| 울런공 시티 (임대)           | 1988      | 내셔널 사커 리그         | 3    | 2    | —    | —  | —      | —      | —    | —    | —    | —    | 3    | 2    |
| 셰필드 웬즈데이              | 1989–90   | 1부 리그                 | 12   | 0    | —    | —  | —      | —      | —    | —    | —    | —    | 12   | 0    |
| 셰필드 웬즈데이              | 1990–91   | 2부 리그                 | 38   | 4    | 3    | 1  | 6      | 1      | —    | —    | 1    | 0    | 48   | 6    |
| 셰필드 웬즈데이              | 1991–92   | 1부 리그                 | 20   | 1    | 1    | 0  | 1      | 2      | —    | —    | —    | —    | 22   | 3    |
| 셰필드 웬즈데이              | 1992–93   | 프리미어리그             | 5    | 0    | 0    | 0  | 1      | 0      | 1    | 0    | —    | —    | 7    | 0    |
| 셰필드 웬즈데이              | 1993–94   | 프리미어리그             | 1    | 0    | 0    | 0  | 0      | 0      | —    | —    | —    | —    | 1    | 0    |
| 셰필드 웬즈데이              | 합계      | 합계                     | 76   | 5    | 4    | 1  | 8      | 3      | 1    | 0    | 1    | 0    | 90   | 9    |
| 경력 합계                    | 경력 합계 | 경력 합계                | 626  | 231  | 79   | 29 | 44     | 10     | 16   | 4    | 18   | 8    | 783  | 282  |

1. ↑  FA컵, 코파 이탈리아, 스코티시컵 출전 기록 포함
2. ↑  풋볼 리그컵, 스코티시 리그컵 출전 기록 포함
3. ↑  1972년 8월에 진행된 1971-71 시즌 3위 결정전 출전 기록 포함
4. ↑  코파 안글로-이탈리아나 출전 기록
5. 1 2  텍사코 컵 출전 기록
6. ↑  앵글로-스코티시컵 출전 기록
7. 1 2  북미 사커 리그 플레이오프전 출전 기록
8. 1 2  유러피언컵 출전 기록
9. ↑  유러피언컵 4경기 출전 3골, 유러피언 슈퍼컵 2경기 출전 기록
10. ↑  유러피언 슈퍼컵 출전 기록
11. ↑  인터콘티넨털컵 출전 기록
12. ↑  유러피언 컵위너스컵 출전 기록
13. ↑  풋볼 리그 100주년 트로피 출전 기록
14. ↑  풀 멤버스 컵 출전 기록
15. ↑  UEFA컵 출전 기록

### 국가대표팀
| 국가대표팀 | 연도 | 출장 | 골 |
| ---------- | ---- | ---- | -- |
| 잉글랜드   | 1977 | 7    | 1  |
| 잉글랜드   | 1978 | 5    | 1  |
| 잉글랜드   | 1979 | 5    | 2  |
| 잉글랜드   | 1980 | 1    | 1  |
| 잉글랜드   | 1981 | 5    | 0  |
| 잉글랜드   | 1982 | 10   | 5  |
| 잉글랜드   | 1983 | 8    | 2  |
| 잉글랜드   | 1984 | 4    | 0  |
| 잉글랜드   | 1985 | 6    | 0  |
| 잉글랜드   | 1986 | 1    | 0  |
| 합계       | 합계 | 52   | 12 |

### 국가대표팀 득점 목록
아래의 점수에서 왼쪽의 점수가 잉글랜드의 점수이며, 점수 열은 프랜시스의 득점 당시 점수 상황을 나타낸다.
| #  | 날짜             | 경기장                                     | 상대           | 점수 | 결과 | 대회                        | 주     |
| -- | ---------------- | ------------------------------------------ | -------------- | ---- | ---- | --------------------------- | ------ |
| 1  | 1977년 3월 30일  | 잉글랜드, 런던, 웸블리                     | 룩셈부르크     | 2–0  | 5–0  | 1978년 월드컵 예선전        | [ 69 ] |
| 2  | 1978년 5월 24일  | 잉글랜드, 런던, 웸블리                     | 헝가리         | 3–0  | 4–1  | 친선경기                    | [ 70 ] |
| 3  | 1979년 10월 17일 | 북아일랜드, 벨파스트, 윈저 파크            | 북아일랜드     | 1–0  | 5–1  | 유로 1980 예선전            | [ 71 ] |
| 4  | 1979년 10월 17일 | 북아일랜드, 벨파스트, 윈저 파크            | 북아일랜드     | 3–1  | 5–1  | 유로 1980 예선전            | [ 71 ] |
| 5  | 1980년 3월 26일  | 스페인, 바르셀로나, 캄 노우                | 스페인         | 2–0  | 2–0  | 친선경기                    | [ 72 ] |
| 6  | 1982년 4월 27일  | 웨일스, 카디프, 니니언 파크                | 웨일스         | 1–0  | 1–0  | 1982년 브리티시 홈 챔피언십 | [ 73 ] |
| 7  | 1982년 6월 20일  | 스페인, 빌바오, 산 마메스                  | 체코슬로바키아 | 1–0  | 2–0  | 1982년 월드컵               | [ 74 ] |
| 8  | 1982년 6월 25일  | 스페인, 빌바오, 산 마메스                  | 쿠웨이트       | 1–0  | 1–0  | 1982년 월드컵               | [ 75 ] |
| 9  | 1982년 9월 22일  | 덴마크, 쾨벤하운, 이드레츠파르켄           | 덴마크         | 1–0  | 2–2  | 유로 1984 예선전            | [ 76 ] |
| 10 | 1982년 9월 22일  | 덴마크, 쾨벤하운, 이드레츠파르켄           | 덴마크         | 2–1  | 2–2  | 유로 1984 예선전            | [ 76 ] |
| 11 | 1983년 4월 27일  | 잉글랜드, 런던, 웸블리                     | 헝가리         | 1–0  | 2–0  | 유로 1984 예선              | [ 77 ] |
| 12 | 1983년 6월 19일  | 오스트레일리아, 멜버른, 올림픽 공원 경기장 | 오스트레일리아 | 1–0  | 1–1  | 친선경기                    | [ 78 ] |

## 감독 통계
| 구단               | 취임             | 해임             | 기록 | 기록 | 기록 | 기록 | 기록  |
| 구단               | 취임             | 해임             | 전   | 승   | 무   | 패   | 율 %  |
| ------------------ | ---------------- | ---------------- | ---- | ---- | ---- | ---- | ----- |
| 퀸스 파크 레인저스 | 1988년 12월 14일 | 1989년 11월 27일 | 48   | 15   | 17   | 16   | 031.3 |
| 셰필드 웬즈데이    | 1991년 6월 17일  | 1995년 5월 20일  | 216  | 89   | 68   | 59   | 041.2 |
| 버밍엄 시티        | 1996년 5월 10일  | 2001년 10월 15일 | 290  | 139  | 70   | 81   | 047.9 |
| 크리스털 팰리스    | 2001년 11월 30일 | 2003년 4월 18일  | 78   | 28   | 22   | 28   | 035.9 |
| 합계               | 합계             | 합계             | 632  | 271  | 177  | 184  | 42.9  |

## 수상

### 선수
버밍엄 시티
- 2부 리그 준우승: 1971–72[4]

디트로이트 익스프레스
- 북미 중부 지역 리그: 1978[4]

노팅엄 포리스트
- 유러피언컵: 1978–79,[3] 1979–80[3]
- 유러피언 슈퍼컵: 1979[14]
- 풋볼 리그컵 준우승: 1979–80[4]

삼프도리아
- 코파 이탈리아: 1984–85[80]

레인저스
- 스코티시 리그컵: 1987–88[4]

셰필드 웬즈데이
- 풋볼 리그컵: 1990–91[4]

개인
- PFA 1부 리그 올해의 팀: 1976–77, 1977–78, 1981–82[6]
- 옹즈 다르장: 1979
- 코파 이탈리아 득점왕: 1984–85 (9골)[81]

### 감독
셰필드 웬즈데이
- FA컵 준우승: 1992–93[82]
- 풋볼 리그컵 준우승: 1992–93[82]

버밍엄 시티
- 풋볼 리그컵 준우승: 2000–01[4]

개인
- 프리미어리그 이달의 감독: 1993년 12월[83]